# Гомонтово
Го́монтово (фин. Homutta) — деревня в Бегуницком сельском поселении Волосовского района Ленинградской области.

## История
На карте Ингерманландии А. И. Бергенгейма, составленной по шведским материалам 1676 года, упоминается как деревня Lusrits, а рядом с нею Krog (кабак, харчевня) и Hoff (усадьба, мыза).
На шведской «Генеральной карте провинции Ингерманландии» 1704 года — как Lusarits krog и Lusarits hoff.
На карте Санкт-Петербургской губернии Я. Ф. Шмидта 1770 года обозначена только смежная с Гомонтово деревня Марково.
Согласно 6-й ревизии 1811 года мыза и деревня Гомонтово принадлежали графине В. Л. Фермаровой (В. Л. Фермор).
Согласно 8-й ревизии 1833 года мыза и деревня Гомонтово принадлежала жене бригадира В. Л. Фермор.

ГАМУТОВА — мыза и деревня принадлежат наследникам графини Федмар, число жителей по ревизии: 57 м. п., 55 ж. п. (1838 год)

На карте Ф. Ф. Шуберта 1844 года упоминается деревня Гомонтова, состоящая из 20 крестьянских дворов.
В пояснительном тексте к этнографической карте Санкт-Петербургской губернии П. И. Кёппена 1849 года она записана как деревня Neu Homutta (Гамутова, Гомонтова) и указано её население на 1848 год: савакотов — 16 м. п., 23 ж. п., всего 39 человек, при этом отмечается, что «основное население деревни русское».
Согласно 9-й ревизии 1850 года мыза и деревня Гомонтово принадлежали баронессе Екатерине Ивановне Велио.

ГОМОНТОВА — деревня барона Фон-Велио, по просёлочной дороге, число дворов — 15, число душ — 42 м. п. (1856 год)

Согласно 10-й ревизии 1856 года мыза и деревня Гомонтово также принадлежали помещице Екатерине Ивановне Велио.

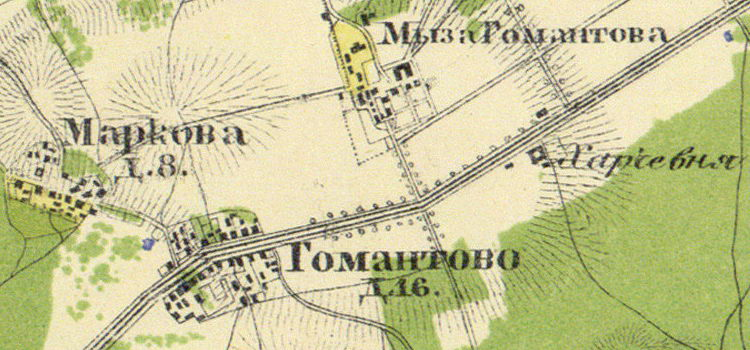
Деревня и мыза Гомонтово на карте 1860 года

Согласно «Топографической карте частей Санкт-Петербургской и Выборгской губерний», в 1860 году деревня называлась Гомантово и состояла из 16 крестьянских дворов и харчевни.

ГОМОНТОВА (ХОМУТА) — деревня и мыза владельческие при колодцах, по левую сторону Нарвского тракта из Стрельны, в 57 верстах от Петергофа, число дворов — 17, число жителей: 48 м. п., 38 ж. п. (1862 год)

В 1863 году временнообязанные крестьяне деревни выкупили свои земельные наделы у Е. А. Велио и стали собственниками земли.
Согласно материалам по статистике народного хозяйства Петергофского уезда 1887 года мыза Гомонтово площадью 1970 десятин принадлежала барону И. О. Велио, она была приобретена до 1868 года. Постоялый двор хозяин сдавал в аренду.
В конце XIX века деревня административно относилась к Бегуницкой волости 1-го стана Петергофского уезда Санкт-Петербургской губернии, в начале XX века — 2-го стана. Население деревни было смешанным — финско-русским.
По данным «Памятной книжки Санкт-Петербургской губернии» за 1905 год мыза Гомонтово площадью 1697 десятин принадлежала баронессе Марие Максимовне Велио (урожд. фон Рейтерн).
В 1918 году был основан совхоз «Гомонтово».
С 1917 по 1921 год деревня Гомонтово входила в состав Гомонтовского сельсовета Бегуницкой волости Петергофского уезда.
С 1921 года в составе Бегуницкого сельсовета.
С 1923 года в составе Гатчинского уезда.
Согласно переписи населения СССР 1926 года в деревне Гомонтово Бегуницкого сельсовета Бегуницкой волости Троцкого уезда проживали 142 человека, финны и русские, при ней был организован конезавод.
С 1927 года в составе Волосовского района.
По данным 1933 года деревня называлась Гамонтово и входила в состав Бегуницкого сельсовета Волосовского района.

План деревни и совхоза Гомонтово. 1938 год

Согласно топографической карте 1938 года деревня называлась Гомонтова и насчитывала 30 дворов. В деревне был организован одноимённый животноводческий совхоз.
C 1 сентября 1941 года по 31 декабря 1943 года деревня находилась в оккупации.
С 1950 года в составе Смедовского сельсовета.
В 1952 году население деревни Гомонтово составляло 222 человека.
С 1954 года в составе Чирковицкого сельсовета.
С 1963 года в составе Кингисеппского района.
С 1965 года вновь в составе Волосовского района. В 1965 году население деревни Гомонтово составляло 63 человека.
По данным 1966, 1973 и 1990 годов, деревня называлась Гомонтово и также входила в состав Бегуницкого сельсовета.
В 1997 году в деревне проживали 43 человек, в 2002 году — 55 человек (все русские), в 2007 году — 66.

## География
Деревня расположена в северной части района на автодороге А180 (E 20) (Санкт-Петербург — Ивангород — граница с Эстонией) «Нарва» в месте пересечения её автодорогой 41К-014 (Волосово — Керново).
Расстояние до административного центра поселения — 3 км.
Расстояние до ближайшей железнодорожной станции Волосово — 18 км.

## Демография
| 1838 | 1862 | 1952 | 1965 | 1997 | 2002 | 2007 |
| ---- | ---- | ---- | ---- | ---- | ---- | ---- |
| 112  | ↘86  | ↗222 | ↘63  | ↘43  | ↗55  | ↗66  |
| 2010 | 2017 |      |      |      |      |      |
| ↗73  | ↗79  |      |      |      |      |      |

### Национальный состав
Согласно данным Всероссийской переписи населения 2021 года в деревне проживали 93 человека, из них:
 русские — 71, аварцы — 3, татары — 3, азербайджанцы — 2, белорусы — 2, арабы — 1, армяне — 1, узбеки — 1, украинцы — 1, другие национальности — 8 человек.

## Фото

Гомонтово. Усадебный парк. 2021 год
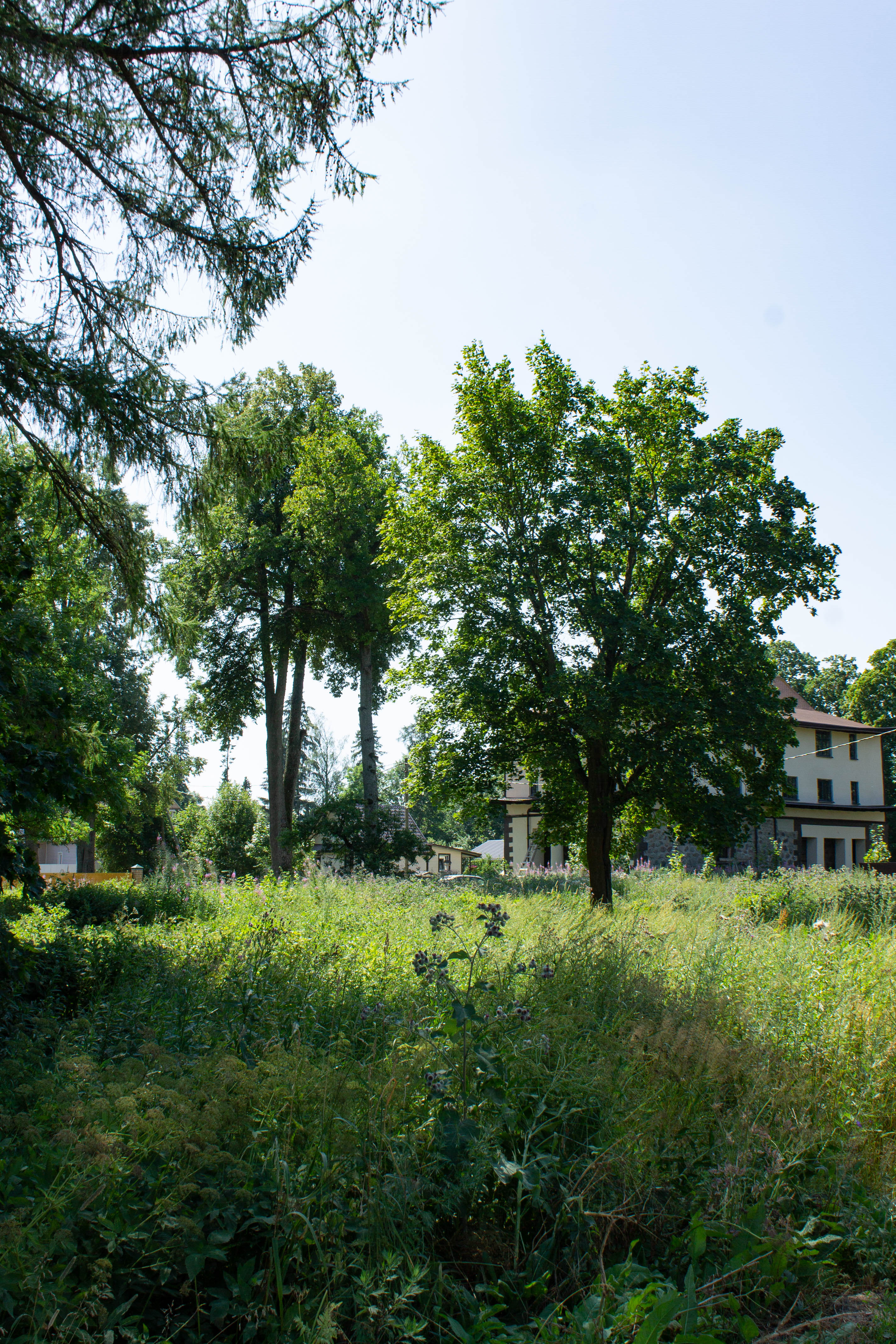
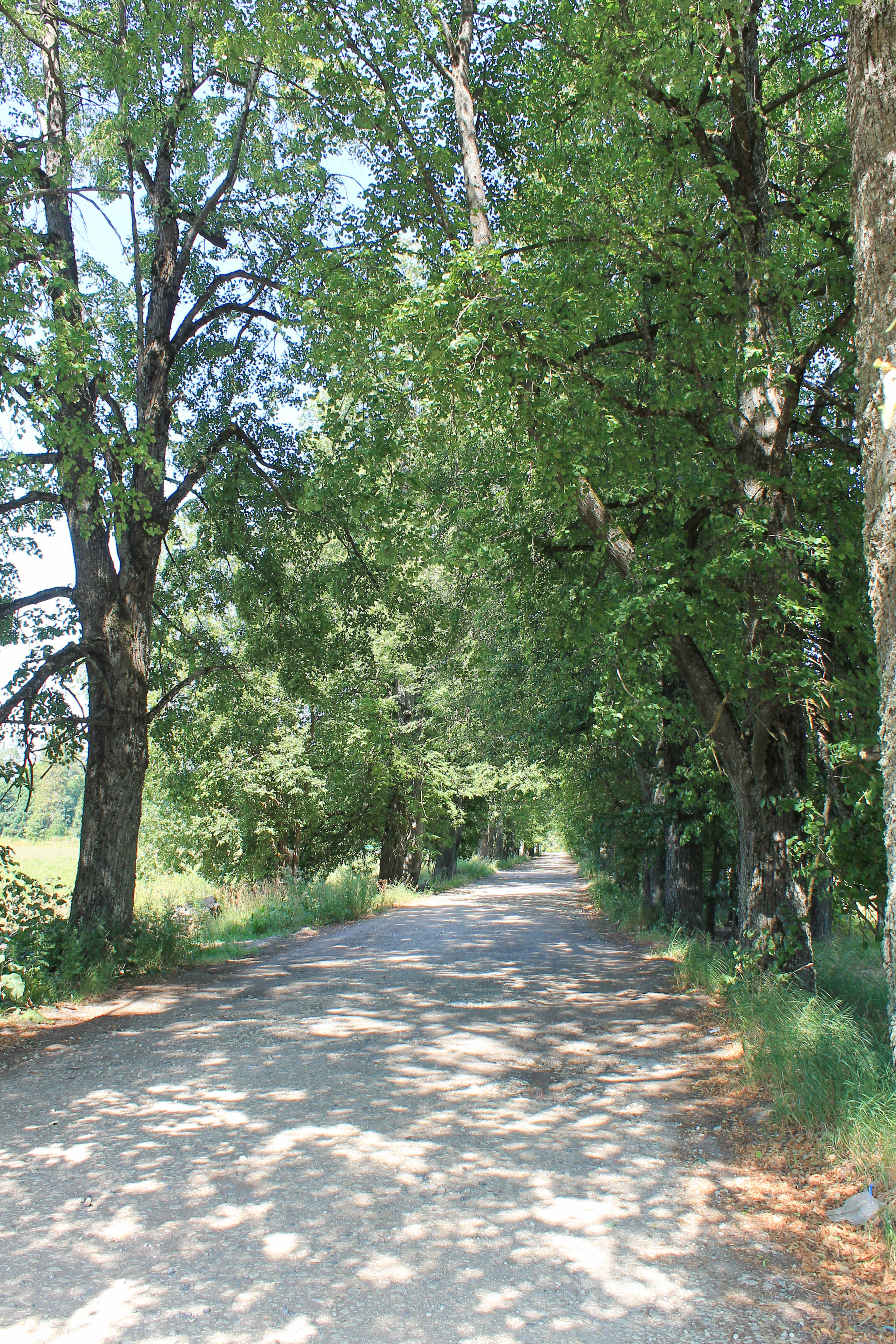
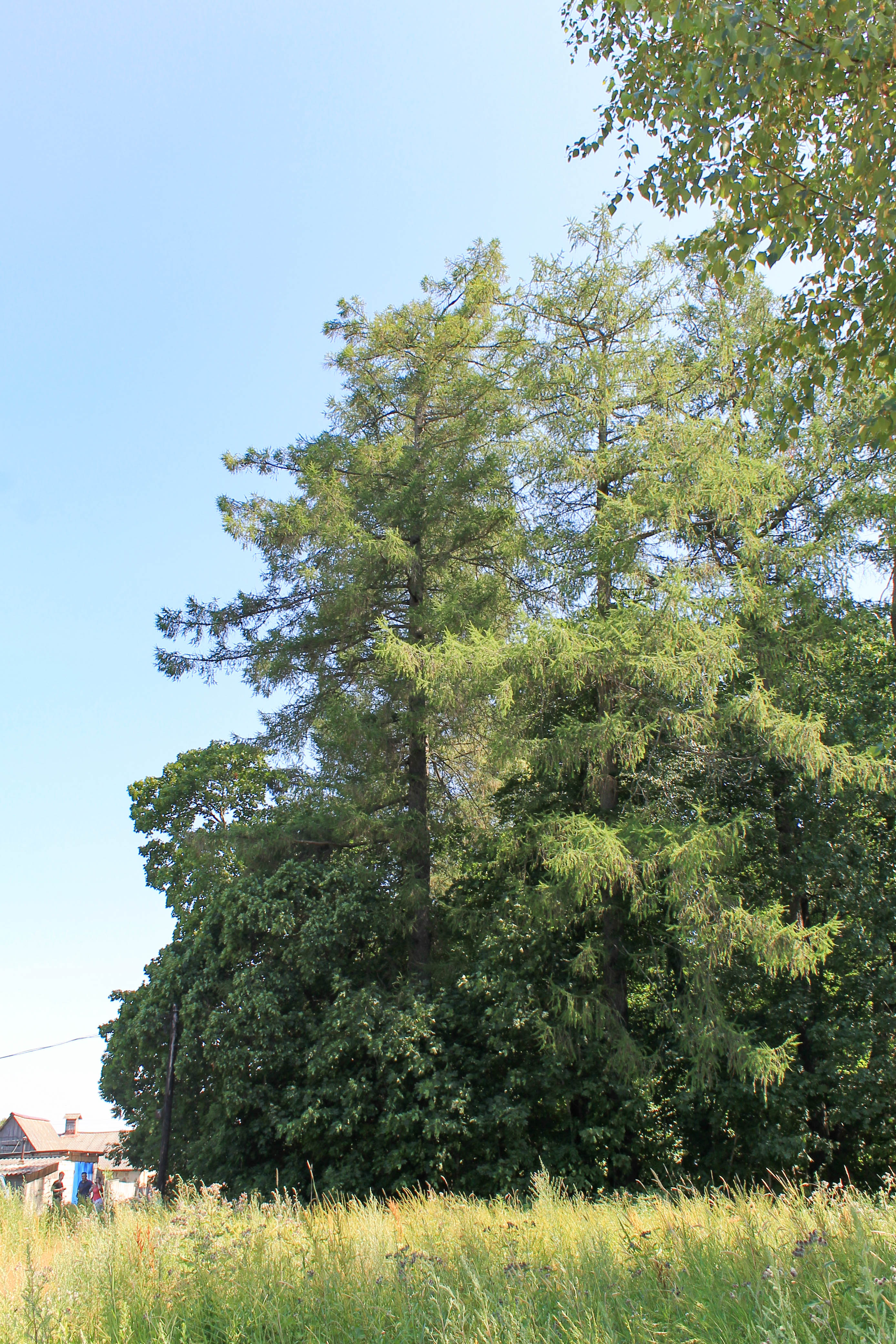
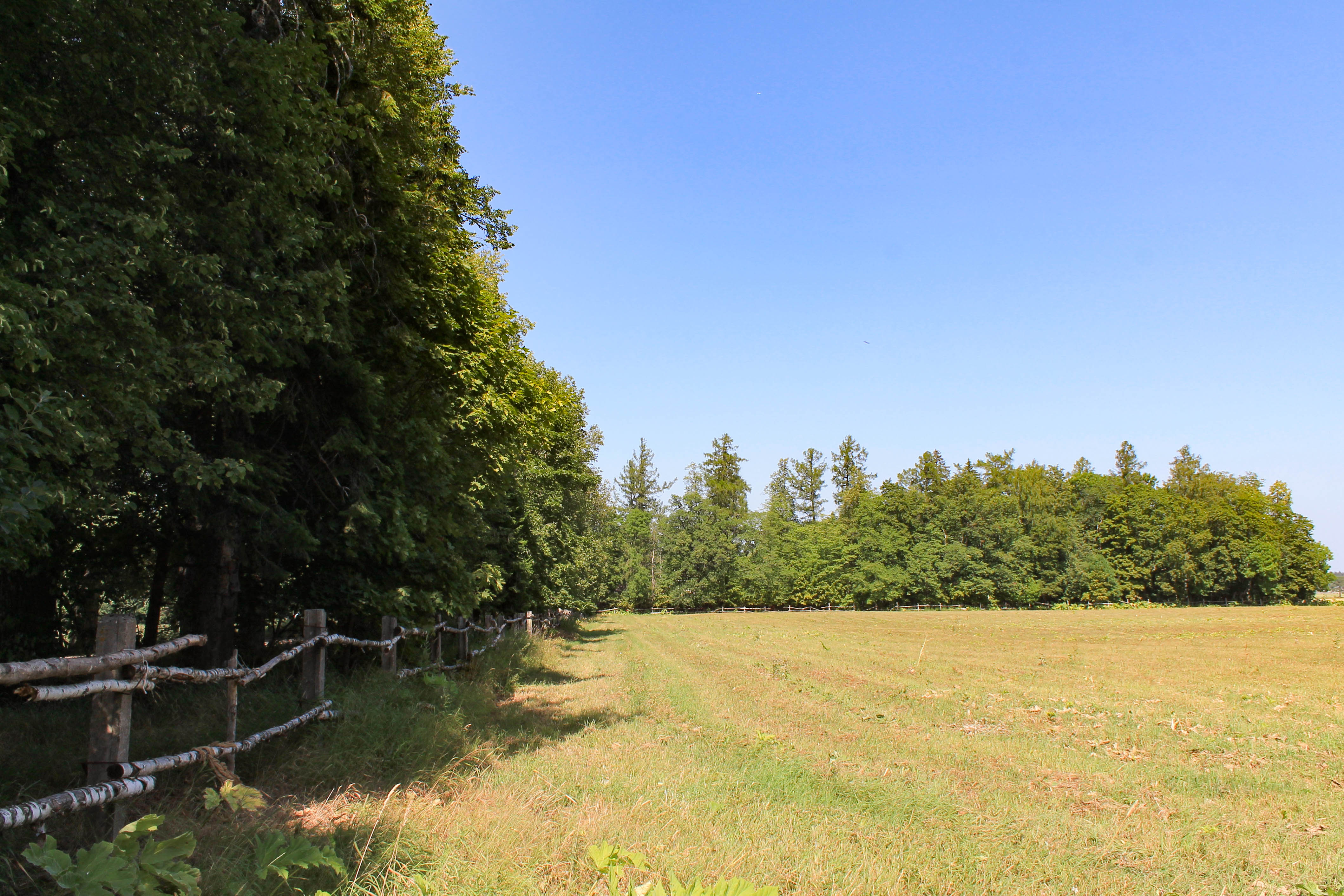

## Улицы
В деревне одна улица — Аллея Гомонтово.